# Emilio Aguinaldo
Emilio Aguinaldo y Famy (Cavite El Viejo, 22 de març de 1869 – Manila, 6 de febrer de 1964) va ser un general i polític filipí, un dels líders del moviment independentista del seu país.
Va presidir el primer govern de la República de les Filipines, encara que el seu govern no va obtenir reconeixement internacional. Va lluitar en la Revolució filipina del 1898 contra Espanya i l'any següent en la Guerra filipino-estatunidenca.

## Biografia

### Primers anys
Emilio Aguinaldo va néixer a Cavite El Viejo (actualment Kawit), a la província de Cavite, l'illa de Luzon, llavors pertanyent a la colònia espanyola de les Filipines. Va ser el setè de vuit fills de Carles Aguinaldo i de Trinitat Famy, integrants d'una família d'origen xinès, il·lustrada i de bona posició.
De jove, Aguinaldo va rebre educació bàsica per part de la seva bestia i després va assistir a l'escola primària del seu poble. El 1880 va començar la seva educació secundària al Col·legi de Sant Joan del Laterà però, després de morir el seu pare durant el tercer any d'estudis, va interrompre'ls per tornar al seu poble i ajudar la seva mare vídua en l'administració de les seves possessions agrícoles.
En complir 17 anys, Aguinaldo va ser elegit cap de barangay, és a dir, cap del barri de Binakayan, el barri més progressista de Cavite en aquell moment; ocuparia el càrrec durant vuit anys. Mentrestant es va dedicar al transport marítim, viatjant molt i lluny de la seva terra. El 1893 va entrar en vigor l'anomenada Llei Maura de reorganització dels governs municipals, d'acord amb la qual el càrrec de gobernadorcillo va ser convertit en una capitania municipal dotada de major autonomia. L'1 de gener de 1895 Aguinaldo va ser nomenat capità municipal, el primer de Cavite.

### Revolució Filipina
El 1895, sota el lideratge d'Andrés Bonifacio, es va fundar l'organització patriòtica secreta Katipunan, amb l'objectiu d'expulsar la potència colonial espanyola i obtenir la independència de les Filipines. Aguinaldo va ingressar a l'associació amb el rang de tinent, i en pocs mesos va ascendir a general gràcies als seus dots de comandament. El 1896 el Katipunan va aconseguir incitar a l'esclat de la guerra revolucionària, durant la qual Aguinaldo va prendre part en diversos enfrontaments militars i va aconseguir alliberar la seva província del control espanyol; aquest èxit li va comportar tal popularitat entre els revolucionaris que, en les eleccions posteriors a la presa del poder, va ser elegit president de la República naixent.
En assabentar-se Bonifacio dels esdeveniments, va intentar impugnar l'elecció per assegurar la seva pròpia continuïtat en el poder. En la confrontació entre els seguidors de Bonifacio (els Magdiwang) contra els partidaris d'Aguinaldo (els Magdalo) va resultar ferit Procopi, el germà de Bonifacio, i Bonifacio mateix capturat juntament amb els seus partidaris. Després d'un judici militar, els dos germans van ser condemnats a mort el 10 de desembre de 1897 per sedició, i aquest mateix dia van ser executats en un bosc proper a Cavite.
En aquest moment, Aguinaldo va prendre el comandament de la insurrecció filipina. Quatre dies més tard, el 14 de desembre, després de mesos de negociació entre el Govern espanyol, que havia emprat la seva superioritat armamentística i numèrica per recuperar-se de les derrotes inicials, i els insurrectes, es va signar el Pacte de Biak-na-Bató, amb e374
1
l qual es garantia la pau, a condició que Aguinaldo i altres 33 líders insurrectes s'exiliessin. El pacte va ser ratificat, i Aguinaldo es va exiliar a Hong Kong, on va emprar els 400.000 pesos pagats com a indemnització per Espanya per obtenir armament.
El 19 de maig de 1898 va tornar clandestinament a les Filipines i va reprendre les hostilitats. Comptant aquesta vegada amb el suport dels Estats Units d'Amèrica, que s'enfrontava en aquest moment a Espanya en la Guerra de Cuba, l'exèrcit revolucionari va obtenir la victòria sense massa dificultats, i va proclamar la independència de l'arxipèlag el 12 de juny de 1898.
Mentrestant, espanyols i nord-americans es trobaven enfrontats al Carib pel control de Cuba. L'almirall estatunidenc George Dewey va ser enviat cap a l'arxipèlag per enfrontar-se als espanyols, que es trobaven sota el comandament del contraalmirall Patricio Montojo, marquès d'Almenara, qui per falta de forces i per l'antiguitat de les naus espanyoles va perdre les Filipines. Al Tractat de París, Espanya va cedir a favor dels Estats Units les seves colònies de les Filipines, Puerto Rico i les illes Marianes, provocant la sorpresa i l'angoixa dels filipins, que en lloc de la planejada independència es veien novament sotmesos a una potència neocolonial.
Molts anys més tard, Emilio Aguinaldo, davant la pregunta del periodista Guillermo Gómez Rivera sobre si es penedia d'alguna cosa de la seva vida, va declarar:
| «                         | Sí. Estic penedit en bona part per haver-me aixecat contra Espanya i, és per això, que quan es van celebrar els funerals a Manila del Rei Alfons d'Espanya, jo em vaig presentar a la catedral per a sorpresa dels espanyols. I em van preguntar per què havia vingut als funerals del Rei d'Espanya en contra del qual em vaig alçar en rebel·lió ... I, els vaig dir que segueix sent el meu Rei perquè sota Espanya sempre vam ser súbdits, o ciutadans, espanyols però que ara, sota els Estats Units, som tan sols un Mercat de consumidors de les seves exportacions, quan no pàries, perquè mai ens han fet ciutadans de cap estat dels Estats Units ... i els espanyols em van obrir pas i em van tractar com el seu germà en aquell dia tan significatiu ... | » |
| — 16 de desembre de 1958. | |   |

### Guerra filipino-estatunidenca
El 23 de gener de 1899 es va promulgar la Constitució de la República Filipina, anomenada República de Malolos, i Aguinaldo va ser nomenat president.
Poc més tard, el 4 de febrer de 1899, va esclatar la guerra entre el govern d'Aguinaldo i els ocupants nord-americans, després de l'assassinat d'un soldat filipí per un guàrdia nord-americà en creuar el Pont de Sant Joan. Aguinaldo va dirigir les tropes filipines contra les forces superiors dels ocupants. Tot i derrotes successives, va continuar la lluita en retirada, mentre es replegava amb les seves tropes cap al nord de Luzón, illa on es trobava Baler, lloc on encara romanien assetjats un grup de soldats espanyols, presumptament desconeixedors de la nova situació.
A començaments de juny de 1899, el dia 5, el general Antonio Luna, un brillant estrateg i rival en la jerarquia militar d'Aguinaldo, i que havia intentat pactar una rendició amb les tropes nord-americanes, va morir en un enfrontament amb un suboficial. Aguinaldo va rellevar dels seus càrrecs als oficials i les tropes que van participar en l'assassinat. El general Aguinaldo va ser sospitós d'haver ordenat la mort del general Luna.
El 23 de març de 1901 va ser capturat per les forces nord-americanes a Palanan, província d'Isabela, gràcies a un estratagema ideat pel general Frederick Funston en què els nord-americans van simular rendir-se.
Davant l'alternativa de ser sumàriament executat o renunciar a l'acció militar i acceptar la sobirania estatunidenca, Aguinaldo va cedir i va signar la rendició l'1 d'abril de 1901; tot i la perseverança de focus aïllats de resistència, amb la rendició d'Aguinaldo es va donar fi a l'etapa revolucionària.

### Ocupació estatunidenca
Durant els anys següents, Aguinaldo es va retirar de la vida política, però va prestar suport a grups independentistes i va organitzar l'associació dels Veterans de la Revolució per finançar pensions per als ex-combatents. El 1919, quan la proscripció de la bandera filipina va ser revocada, va transformar la seva antiga llar de Cavite en un monument a la bandera; el monument, conegut com la capella d'Aguinaldo, es conserva encara avui en dia.
En les eleccions de 1935 va contendre per la presidència de la Mancomunitat Filipina sota l'auspici nord-americà, com preparatiu a la independència, però va ser derrotat per Manuel Luis Quezón (president 1935-1944).

### Segona Guerra Mundial i ocupació japonesa
Durant l'ocupació japonesa, Aguinaldo va col·laborar amb aquests per obtenir suport popular per als ocupants; transmetre missatges, discursos i declaracions radials exhortant al poble que cooperés amb el govern col·laboracionista del president José P. Laurel, i va dirigir una petició de rendició al general Douglas MacArthur "per no causar més danys a la joventut filipina".
Per aquestes accions, Aguinaldo va ser acusat de traïció i col·laboració amb l'enemic després de la guerra, i va ser empresonat a la presó de Bilibid, juntament amb altres col·laboradors. La seva defensa va argumentar que actuava sota coerció, i que els japonesos li havien amenaçat de mort a ell i la seva família si no cooperava. El 1945 va ser alliberat per mitjà d'un indult general emès pel nou Govern filipí.

### Època republicana de la postguerra
Acabada la guerra, Manuel Roxas (president 1946-1948) va ser elegit president de la nova República. En morir, afectat d'un vessament cerebral durant el tercer any del seu mandat, va assumir el càrrec el seu vicepresident, Elpidio Quirino.
En les següents eleccions, Quirino (president 1948-1953) va triomfar contra José P. Laurel i va nomenar Aguinaldo membre del Consell d'Estat; en aquest càrrec, Aguinaldo va aconseguir grans beneficis per als veterans de la lluita per la independència. Es va retirar novament a la vida privada a la fi del mandat, després de l'elecció de Ramon Magsaysay com a president (1953-1957).
Sota la presidència de Diosdado Macapagal (president 1961-1965) es va declarar el 12 juny com a Dia de la Independència Filipina, reconeixent així els esforços dels patriotes filipins en la seva lluita contra els espanyols, primer, i contra els nord-americans després. A la primera celebració del 12 juny, l'any 1962, Aguinaldo va desfilar, malgrat la seva fràgil salut i avançada edat, esgrimint una bandera filipina.
Emilio Aguinaldo va morir a Manila el 6 de febrer de 1964 als 94 anys, a causa d'una trombosi coronària.

## Condecoracions d'Espanya
La llavors regent d'Espanya, Maria Cristina d'Habsburg-Lorena, va concedir a Aguinaldo la més alta distinció de la Creu Roja, com a mostra de reconeixement al correcte tracte que va tenir amb els presoners espanyols en la guerra per la independència, i especialment amb els anomenats "herois de Baler".